# Буш, Сюсанне
Сюсанне Буш (нем. Susanne Busch; род. 9 октября 1970) — немецкая шорт-трекистка, призёр чемпионата Европы по шорт-треку 1998 года. Участница зимних Олимпийских игр 1998 года.

## Спортивная карьера
Сюсанне Буш родилась в городе Эрфурт, ГДР. Начинала тренироваться на базе клуба «ESC Erfurt» в родном городе, а после в «Deutsche Eisschnellauf Gemeinschaft», Мюнхен. Сюсанне принадлежат 18 национальных рекорда Германии, которые были установлены в разное время в 500, 800, 1000, 1500 м и эстафете. Последний из них она установила 9 сентября 1997 года в Гааге, где с результатом 4:27,32 четвёрка немецких шорт-трекисток закончила забег в эстафете на 3000 м.
Первым соревнованием на международной арене для Буш стал чемпионат Европы по шорт-треку 1998 года в венгерском городе — Будапешт. В финальном забеге эстафеты на 3000 м немецкие шорт-трекисток с результатом 4:26.903 пришли третьими, уступив более высокие позиции соперницам из Нидерландов (4:26.246 — 2-е место) и Италии (4:25.090 — 1-е место).
На зимних Олимпийских играх 1998 года, что проходили в японском городе Нагано, Буш была заявлена для выступления на 1000 м и эстафете. Во время забега шестой группы I-го раунда квалификационного забега на 1000 м с результатом 1:38.379 она финишировал третей и прекратила дальнейшую борьбу за медали. В общем итоге она заняла 20-ю позицию. В женской эстафете на 3000 метров с результатом 4:37.110 немецкие шорт-трекистки финишировали четвёртыми в финале B (помимо Буш, в команде состояли Катрин Вебер, Анна Экнер и Ивонн Кунце). В общем итоге они заняли 8-ю позицию.